# Namiętności (telenowela)
Namiętności (wł. Passioni) – włoska telenowela z 1986 roku w reżyserii Riccardo Donna. Serial liczy 100 odcinków trwających około 50 minut.

## Fabuła
Simona jest brzydką dziewczyną, córką bogatego ojca. Zakochana jest w Marcu, który nie zwraca na nią uwagi. Simona rozchorowuje się na nieuleczalną chorobę. Jej ojciec przekupuje Marca, aby się z nią ożenił, aby jego córka była szczęśliwa na koniec życia. Marco ma narzeczoną Sandrę, ale godzi się na ślub, aby „zarobić” trochę pieniędzy. Z biegiem czasu zakochuje się w swej żonie.

## Obsada
- Carlo Hintermann: Arnaud
- Anna Bonasso: Anna Ronchi
- Adolfo Fenoglio: Giacomo Alciati
- Sergio Troiano: Marco Alciati
- Vanni Corbellini: Riccardo Martini
- Gin Coccimiglio: Corsini
- Michele Di Mauro: Oreste Ferrari
- Donato Sbodio: Giorgio Ferrari
- Franco Vaccaro: Roberto Ronchi
- Maria Teresa Cella: Titti Ronchi
- Francesca Vettori: Simonda Arnaud
- Anna Bolens: Nonna Grandis
- Elisabetta Viviani: Sara Grandis
- Pietro Zaj: Aureliano Buendia
- Danilo Bruni: Eugenio Cordero
- Clara Droetto: Graziella
- Sara Di Crescenzio:
- Iginio Bonazzi: Prof. Kaprinsky